# Appenzell Innerrhoden kanton
Az Appenzell Innerrhoden kanton a legkisebb népességű kanton a Svájci Államszövetségben, terület alapján pedig a második legkisebb Baselstadt (Bázel-Város) kanton után. Ez volt az utolsó kanton Svájcban, ahol megadták a nőknek a szavazati jogot (1991).

## Történelem
A terület az ókorban a Római Birodalomhoz tartozott és kelta törzsek lakták. A mai kanton közepén a 11. században apátságot hoztak létre. 
A 14. század közepén, 1360 körül több konfliktus is kitört a mai kanton területén az adók, az egyházi és földesúri tizedek és a legeltetés miatt az Appenzell-t irányító apát és a gazdálkodók (jobbágyság) között. Mindkét fél szerette volna, hogy a birodalom megvédje jogaikat.

### Csatlakozás a Svájci Államszövetséghez
Appenzell 1513-ban független lett, és csatlakozott a Svájci Konföderációhoz. Az apátság és a kanton lakosai között azonban egyre nagyobb konfliktusok voltak. Hosszas tárgyalások után a két fél végül békeszerződést kötött. Az apát békét kötött az appenzelliekkel. 1403-ban Schwyz és Appenzell Innerrhoden szövetséget kötött, és legyőzték az osztrákokat. A reformáció 1522-ben érkezett meg a kantonba, és a 16. század második felére lakóinak többsége protestáns vallású lett.  A kantonban az 1520-as évektől háború dúlt a katolikusok és a protestánsok között. A Landesgemeinde (a kanton országgyűlése) 1525 áprilisában kiadott vallási rendelete elvileg biztosította a vallásszabadságot, ezt azonban senki nem vette komolyan. A Kappel környékén vívott második vallásháború végén a két vallás hívei békét kötöttek. Napjainkban a német többségű kantonban a katolikusok vannak többségben.
A terület 1798 és 1803 között a Helvét Köztársaság része volt.
1991-ben a Landesgemeinde szavazati jogot adott a nőknek, miután néhány nő megnyerte a Svájci Szövetségi Legfelsőbb Bíróságon indított pert Appenzell Innerrhoden ellen. 2009-ben népszavazást tartottak a minaretépítési tilalomról.

## Államszervezet és közigazgatás
Appenzell Innerrhoden a legkisebb népességű svájci kanton, népessége alig éri el a 16 ezer főt. Ennek ellenére saját kormánya és parlamentje van. A helyi parlament, a Grosser Rat (Nagytanács) és a helyi kormány (Canton Rat, Kantoni Tanács vagy Államtanács) együttesen vezeti a kantont. A Nagytanácsnak 50 képviselője van, míg a kormánynak jelenleg 7.

### A kormány tagjai
A kormány vezetője a kanton elnöke, Daniel Fässler, a Landammann, azaz államfő, szó szerint államember vagy országember. A kanton alelnöke Roland Inauen nyugalmazott Landammann, aki egyben az Oktatási Minisztérium elnöke. A kantoni elnök jelenleg a Gazdasági Minisztérium feje. Antonia Fässler, a kanton nőjogi bizottságának elnöke, egyben a kanton "Frauenman"-ja, azaz nővezetője egyben az Egészségügyi és Szociális Minisztérium elnöke. Thomas Rechsteiner kantoni kincstárnok tölti be az Infrastruktúrális Bizottság vezetését, azaz ő a Finanzdepartement elnöke. Lorenz Koller a Mezőgazdasági és Erdészeti Minisztériumot vezeti, továbbá a Landammann egyik kisebb helyettese departement azaz kormányzói minőségben. Stefan Sutter kantoni főépítész vezeti a Civil - és környezetvédelmi Minisztériumot. Martin Bürki, a svájci hadsereg zászlósa, az Appenzell Innerrhoden-ből származó svájci katonák közül a legmagasabb rangú zászlós vezeti az Igazságügyi, rendőrségi és katonai Minisztériumot azaz Departement-et, melyet magyarul kb. kormányzótanácsnak nevezhetünk. Így a védelmi ügyeket irányító minisztérium(ok), jelenleg az Igazságügyi, Rendőrségi és Katonai Minisztérium első embere Lorenz Koller mezőgazdasági és erdészeti miniszterhez hasonlóan departement azaz kormányzó, tehát a Landammann kisebb helyettese. Martin Bürki zászlós és Roland Inauen nyugalmazott Landammann kivételével minden miniszter a CVP párt tagja, a másik két tag pedig független: Inauen nyugdíjazása miatt, Bürki pedig katonai pályája miatt nem tagja a CVP-nek.

### Közigazgatás
A kanton 6 kerületre oszlik, ezek közül Oberegg kerület a kanton többi kerületével nem határos, mivel az egy exklávé a kantontól pár kilométerre északkeletre. Oberegg kerület két kantoni exklávéból áll, melyek Svájc más kantonjaival határosak.

#### A kerületek listája
- Appenzell, lakossága 5726 fő
- Rute, lakossága 3452 fő
- Schwende, lakossága 2132 fő
- Oberegg, lakossága 1896 fő
- Gonten, lakossága 1448 fő
- Schlatt-Haslen, lakossága 1135 fő

## Demográfia
A kanton lakossága 2012. december 31-én 15717 fő volt, ennek 9,76%-a, azaz 1510 fő volt külföldi állampolgár. A lakosság 81%-a római katolikus, 10%-a pedig protestáns.

## Gazdaság
A kantonnak elsődleges bevételei a mezőgazdaságon belül a szarvasmarha-tenyésztésből és a tejtermelésből vannak. Az Appenzeller sajt egész Svájcban ismert.